# Mimocalanus brodskii
Mimocalanus brodskii is een eenoogkreeftjessoort uit de familie van de Spinocalanidae. De wetenschappelijke naam van de soort is voor het eerst geldig gepubliceerd in 1974 door Razouls.